# Корбан Геннадій Олегович
Генна́дій Оле́гович Ко́рбан (24 травня 1970 , Дніпро ) — український політик, бізнесмен, рейдер.
З 16 березня 2014 по 24 березня 2015 року — заступник голови — керівник апарату Дніпропетровської обласної адміністрації при Ігорю Коломойському.
Голова партії «УКРОП» з 12 липня 2015 по 23 січня 2016 року. На місцевих виборах 2015 року балотувався у мери Києва від партії «УКРОП», отримав 2,61 % голосів.

## Біографія

### Ранні роки
Народився в єврейській родині радянських інженерів. Разом з ними і старшою сестрою жив у комунальній квартирі. Старша сестра — Вікторія Корбан (1962 р. н.) — в 1990 році з сім'єю емігрувала до Ізраїлю. Батьки Геннадія Корбана також мають громадянство Ізраїлю.
У 1987 році закінчив середню школу № 21 в Дніпропетровську, вступав на філософський факультет у Ростові-на-Дону. Проте не був зарахований, оскільки не зміг надати рекомендацію від місцевого партійного органу КПУ.
У тому ж 1987 році повернувся до Дніпропетровська і вступив до металургійного інституту. Незабаром призупинив навчання і був призваний до лав Радянської армії.
У 1988 році був призваний в армію, два роки прослужив рядовим в льотному гвардійському полку в Мелітополі.
З 1988 по 1990 роки проходив службу в армії у званні рядового в авіаційному гвардійському полку.
Після демобілізації в 1991 році вступав до Московського літературного інституту ім. Горького на факультет драматургії, проте вважав за краще роботу, ніж навчання.
У 1994—1997 роках навчався в Дніпропетровській гірничій академії на спеціальності фінанси і кредит, закінчив її екстерном.

### Бізнес
У 1990—1991 роках працював брокером на Московській біржі «Центр союз» і Російській товарно-сировинній біржі.
У 1992 році повернувся до рідного Дніпропетровська зі стартовим капіталом, завдяки якому створив брокерську контору «Україна».
У 1994 році заснував інвестиційну компанію ВАТ «ІК Славутич Капітал», був головою ради директорів.
У 1999 році на запрошення Лева Чорного займався приватизацією Миколаївського глиноземного заводу — юридичним супроводом, роботою з акціонерним капіталом, управлінням підприємством.
З 2001 року — голова Наглядової ради ВАТ «Південний гірничо-збагачувальний комбінат».
З 2005 року увійшов до складу Наглядової ради української нафтогазовидобувної компанії «Укрнафта», якій належить понад 86 % видобутку нафти, 28 % газового конденсату і 16 % газу від загального видобутку вуглеводнів в Україні. Цю посаду подарував Корбану Коломойский, який підминав під себе нафтогазову галузь і ввів соратника у 2005 році до наглядової ради Укрнафти.
У 2007 році група «Приват» спільно з харківським бізнесменом Олександром Ярославським розпочала поглинання найбільшого в Україні Кременчуцького нафтопереробного заводу, яке тривало близько двох років. Те, що держава жодних реальних кроків щодо вирішення конфлікту на «Укртатнафті» не робила, дозволило «Привату» та Ярославському сконцентрувати понад 50 % акцій Кременчуцького НПЗ. Процесом керував Корбан та група юристів.
Бізнес сконцентрував на первинній приватизації, точніше на рейдерстві, торгівлі цінними паперами, а також будівництві великих офісних та торгових центрів в Києві і в Дніпрі. Інвестував значні кошти в акції низки «блакитних фішок» в Україні та за кордоном.

### Замах на життя
У 2010 році в результаті вибуху в кафе в Дніпропетровську бізнесмена поранили разом з його партнером, віцепрезидентом промислово-фінансової групи «Спарта» Геннадієм Аксельродом..

### Революція гідності
Під час Революції гідності підтримував Євромайдан у Дніпропетровську організаційно, юридично, фінансово, інформаційно, за що зі своїм бізнес-партнером Борисом Філатовим зазнав переслідувань з боку віцепрем'єра Олександра Вілкула, який впливав на регіональну владу. Крім контенту П'ятого каналу, на рекламних екранах в центрі міста транслювали події з Майдану в Києві, яку вів телеканал «Еспресо TV». Також бізнесмени вивісили на будівлях своїх готелів і бізнес-центрів у Дніпропетровську прапори України та ЄС.
28 січня 2014 року Корбан і Філатов залишили Україну, заявивши, що їх переслідує за громадянську позицію «влада Дніпропетровської області, яку курує віце-прем'єр міністр Олександр Вілкул»..
4 лютого «Пасаж» після перерви почав транслювати Громадське ТБ (яке теж періодично включало Майдан).

### Політична діяльність

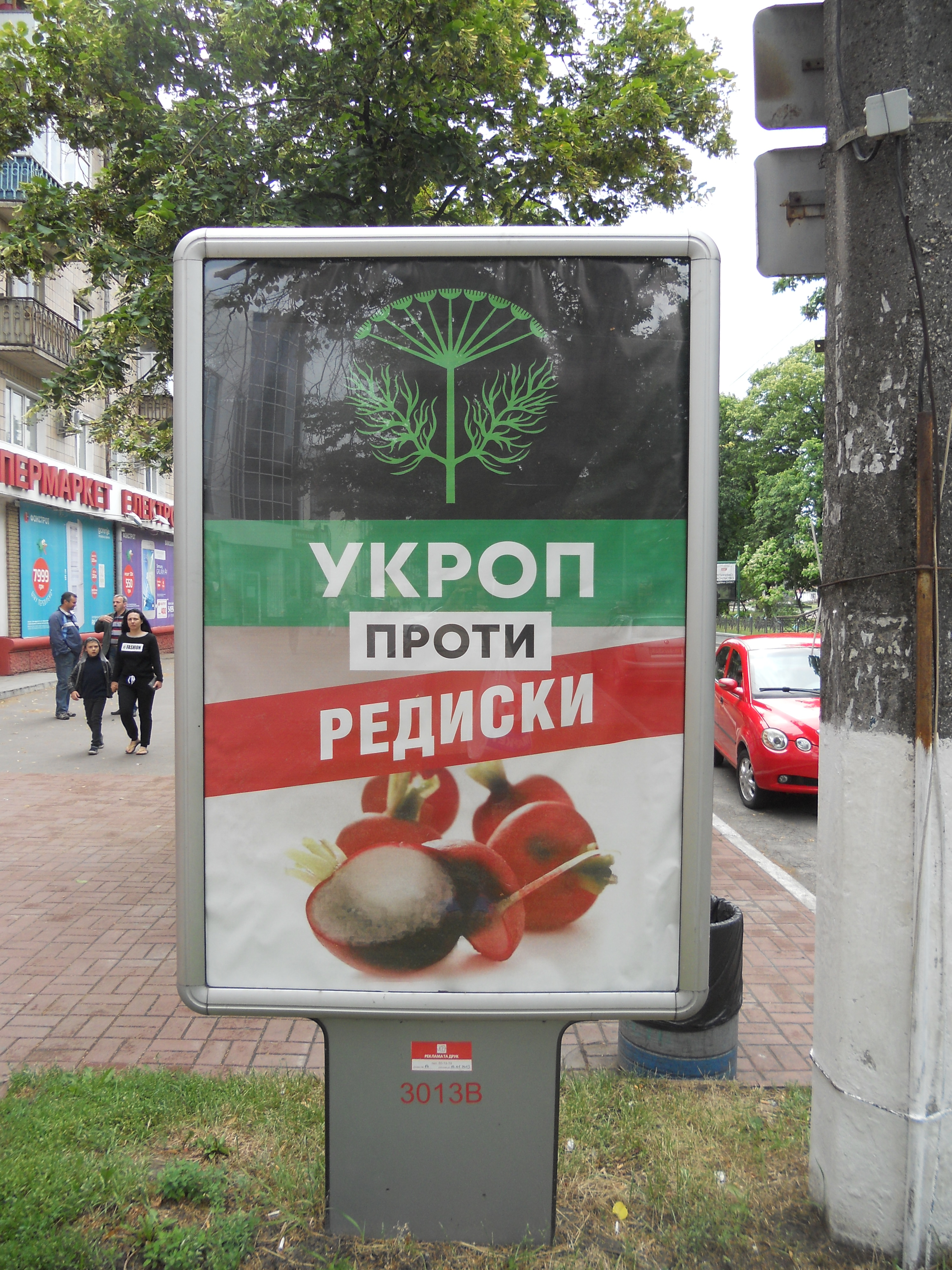
«Укроп проти редиски» — одне з гасел передвиборчої кампанії Корбана

Після призначення у березні 2014 Ігоря Коломойського головою Дніпропетровської ОДА Корбан обійняв посаду керівника апарату облдержадміністрації і де-факто здійснював оперативне керівництво областю, на території регіону були підготовлені рубежі для артилерії і важкої техніки, встановлено 100 блокпостів, завдяки чому терактів на території вдалось уникнути.
Геннадій Корбан покинув пост керівника апарату в кінці березня 2015 року. Наступником Корбана на посаді керівника апарату Дніпропетровської облдержадміністрації стала Айна Тимчук. Після відставки проти Корбана було порушено декілька кримінальних справ, які стосуються періоду його перебування у керівництві Дніпропетровської ОДА — зокрема, перевищення службових повноважень. Кримінальні переслідування тривали до 2017 року.
12 липня 2015 року очолив політичну партію «УКРОП» («Українське об'єднання патріотів»), від якої висувався на липневих проміжних виборах до Верховної Ради України в Чернігові. Із результатом 14,76 % голосів «за» посів друге місце, поступившись кандидату від Блоку Петра Порошенка Сергію Березенку. Під час участі в цих виборах неодноразово звинувачувався в підкупі виборців, використанні чорного піару та інших порушеннях виборчого законодавства України. Серед чернігівців став відомий тим, що роздавав безкоштовні набори продуктів (в першу чергу гречку) та безкоштовні обіди. За словами самого Корбана, це був єдиний спосіб протидіяти схемі підкупу виборців, що застосовував його опонент. Вперше була розкрита так звана «Сітка» — система підкупу виборців, що призвело до всеукраїнського скандалу і ще більше погіршило відносини опозиційного політика з президентом.

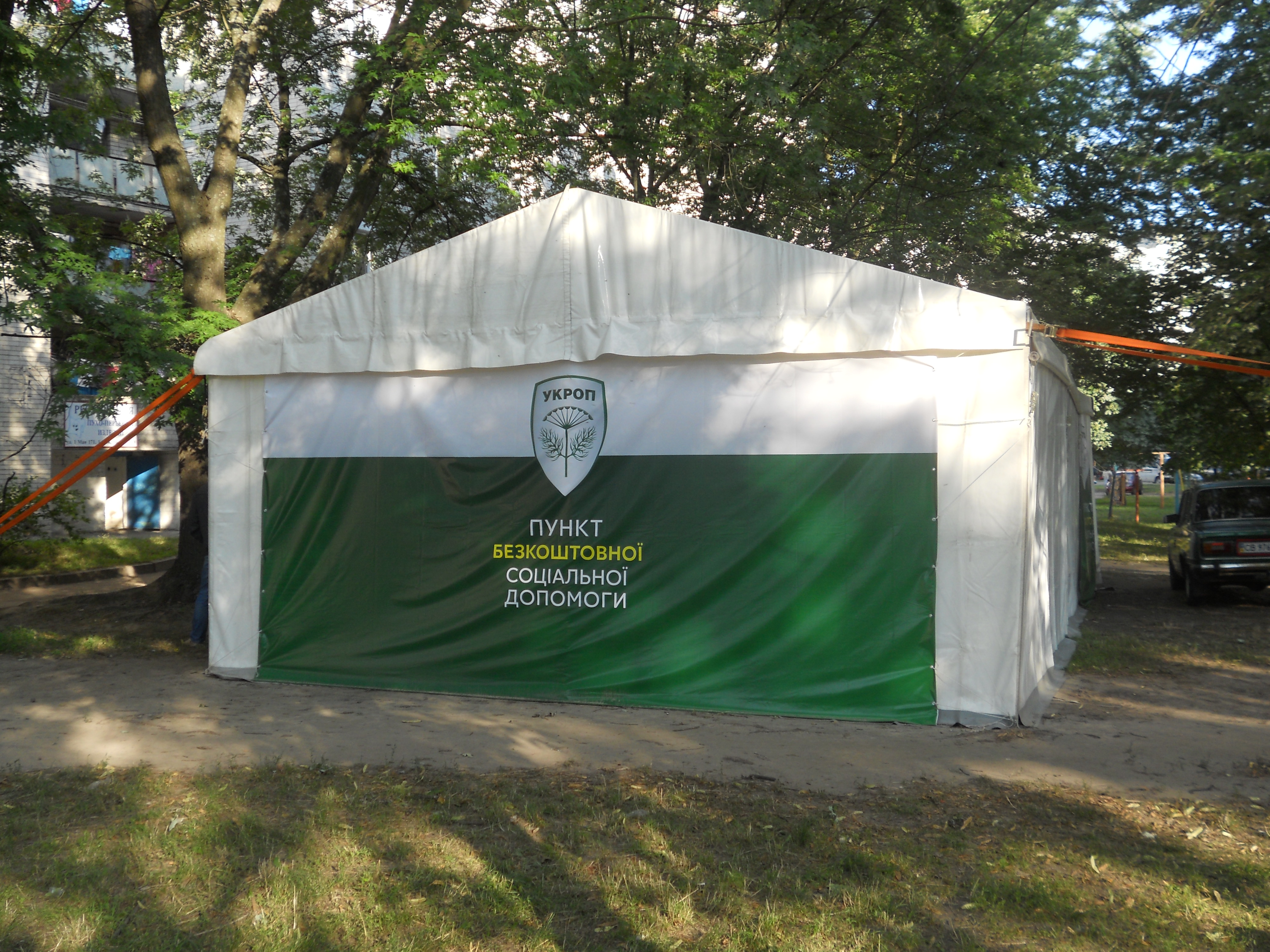
Палатка видачі обідів та продуктових наборів Корбана
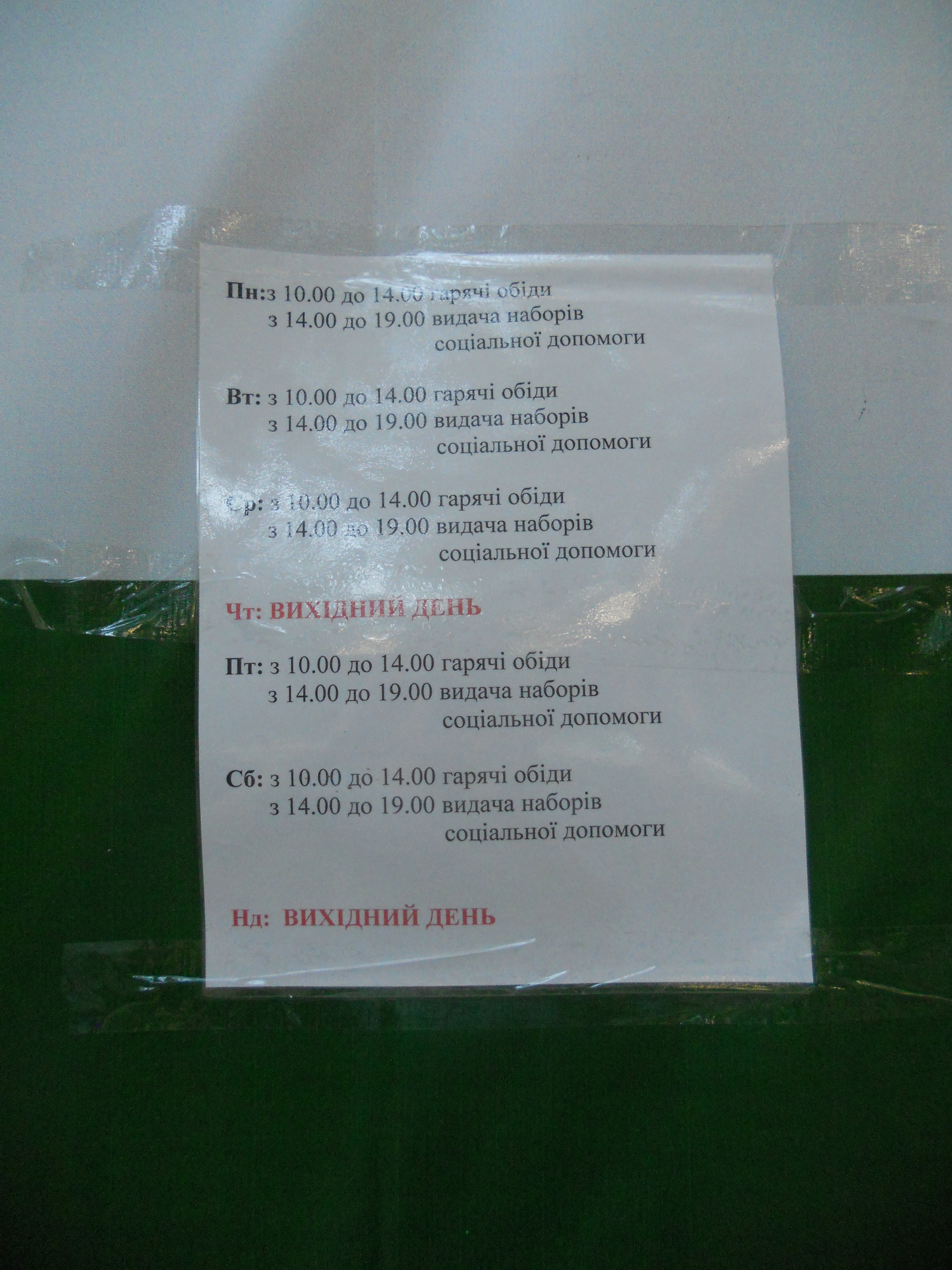
Розклад видачі обідів та продуктових наборів Корбана
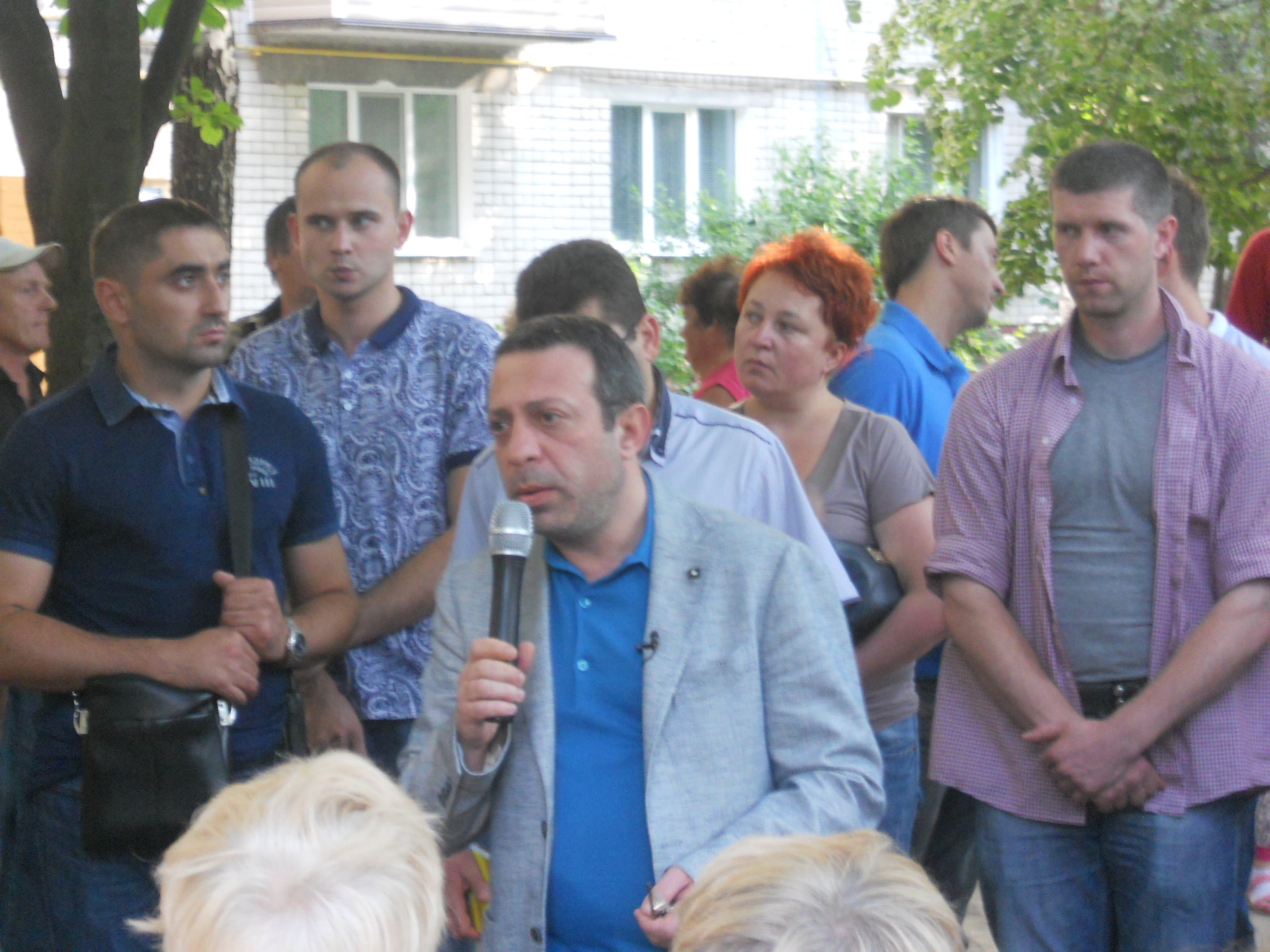
Під час зустрічі з Корбаном

12 вересня 2015 року партія УКРОП висунула Геннадія Корбана кандидатом в мери Києва на місцевих виборах 25 жовтня 2015. Це рішення ухвалено на з'їзді партії одноголосно. За результатами виборів посів десяте місце, отримавши 2,61 % голосів. В цілому по країні партія УКРОП під його керівництвом набрала 7,5 % голосів, що склало понад мільйон виборців. 
У 2016-2017 року перебував в Ізраїлі.
5 березня 2020 року Корбан очолив громадську раду при міській раді Дніпра

### Позбавлення громадянства
Після вторгнення, 24 лютого 2022 року очолив Штаб ради оборони Дніпра. Проте невдовзі покинув територію України, за деякими припущеннями, скориставшись системою «шлях». У липні 2022 року Геннадій Корбан був позбавлений українського громадянства, а при спробі повернутись в Україну — не пропущений через кордон. В серпні Г.Корбан заявив про наміри оскаржити позбавлення громадянства через міжнародні суди.У жовтні 2022 петиція до Президента України з вимогою скасувати указ про позбавлення громадянства набрала необхідну кількість голосів, проте указ скасовано не було.

## Кримінальне провадження
31 жовтня 2015 року Корбан був затриманий у своїй квартирі в Дніпропетровську під час спецоперації ГПУ і СБУ по боротьбі з ОЗУ. Йому пред'явлені звинувачення за 4 статтями Кримінального кодексу України: 255 (створення організованої злочинної організації), 191 (привласнення, розтрата майна: за фактом розкрадання коштів з «Фонду оборони країни»), 349 (затримання представника влади або співробітника правоохоронних органів як заручника: за фактом викрадення голови Державного земельного агентства Сергія Рудика та секретаря Дніпропетровської міської ради Олександра Величко), 289 (викрадення автомобільного транспорту).
Того ж дня, співробітники Служби безпеки України доставили Геннадія Корбана у слідчий ізолятор у Чернігові. Слідство перевіряє інформацію про керівництво Геннадієм Корбаном організованою злочинною групою. У ході спецоперації, у якій взяли участь представники прокуратури й Служби безпеки України, правоохоронці вилучили понад $1,3 млн і 40 млн гривень в офісах і приватних приміщеннях у рамках широкомасштабної операції з ліквідації діяльності організованої злочинної групи. Під час обшуків у центральному офісі партії «Українське об'єднання патріотів — УКРОП» у Дніпропетровську виявили та вилучили гроші в сумі понад 1 мільйон доларів, 5 автоматів Калашникова й апаратуру для прослуховування в різних стандартах стільникового зв'язку, а також велику кількість печаток суб'єктів підприємницької діяльності та печатку Управління комунальної власності Дніпропетровської міської ради. Пізніше адвокати Корбана заявили про недостовірність доказів пред'явлених Службою безпеки України.
31 жовтня 2015 року за повідомленням адвокатів Геннадію Корбану нібито стало зле в Головному слідчому управлінні Генеральної прокуратури в Києві.
1 листопада Генеральна прокуратура України спростувала інформацію про передінфарктний стан Геннадія Корбана. Лікарі не виявили серйозних проблем зі здоров'ям та не підтвердили передінфарктний стан у Корбана, а також не побачили необхідності його госпіталізації. Генеральна прокуратура звернулася до суду із проханням обрати запобіжний захід у вигляді тримання під вартою Геннадія Корбана.
2 листопада 2015 року Новозаводський суд Чернігова не зміг ухвалити рішення про арешт Корбана, оскільки захист заявила відвід судді, а потім Корбану викликали «швидку допомогу» через погіршення самопочуття. Корбан був госпіталізований із зали суду після огляду лікарів. О 8:30 ранку 3 листопада закінчився передбачений КПК України термін утримання під вартою, але в цей час Корбана вивезли співробітники СБУ із суду (де так і не ухвалено рішення про його арешт) в Київ, що Генпрокуратура мотивувала порушенням проти нього нової кримінальної справи за ч. 3 ст. 157 Кримінального кодексу України (перешкоджання здійсненню виборчого права) за фактом погроз голові виборчої комісії Дніпропетровської області Підлісному. За підсумками розгляду питання про запобіжний захід, яке тривало у Печерському райсуді Києва з 9:00 ранку 5 листопада до 8:00 ранку 6 листопада, суд ухвалив рішення про домашній арешт Корбана.
9 листопада 2015 Генеральна прокуратура України оскаржила рішення Печерського районного суду Києва про застосування до Геннадія Корбана запобіжного заходу у вигляді домашнього арешту. Генпрокуратура вважає, що обраний слідчим суддею запобіжний захід не відповідає заявленим ризикам, не забезпечує належну процесуальну поведінку підозрюваного, враховуючи, що стосовно Корбана здійснюється досудове розслідування у скоєнні ряду тяжких злочинів, у тому числі вчинених у складі організованого злочинного угрупування. 1 грудня Апеляційний суд Києва залишив Корбана під домашнім арештом. 24 грудня Корбана примусово вивезли з Дніпропетровська до Києва для проведення судмедекспертизи в Інституті серцево-судинної хірургії ім. Амосова та обрання запобіжного заходу. 28 грудня Дніпровський районний суд Києва в результаті 36-годинного судового засідання під керівництвом судді Миколи Чауса змінив запобіжний захід Геннадію Корбану з домашнього арешту на взяття під варту.
У своїй доповіді з прав людини Верховний комісар Організації Об'єднаних Націй вказує на винятковість цього випадку. Зокрема, він зазначає, що, незважаючи на кардіохірургічну операцію і необхідність курсу реабілітації, Корбана змусили протягом 24–27 грудня 2015 року пройти кілька слідчих дій. А після цього насильно доставили в суд. Засідання тривало понад 24 години і характеризувалося численними порушеннями права на належний процес, що вказує на тортури і катування.
14 січня 2016 року підтримати Геннадія Корбана до Апеляційного суду Києва прийшла сестра ув'язненої в Росії української льотчиці Надії Савченко Віра.
23 січня 2016 року під час перебування Корбана в СІЗО СБУ політрада партії УКРОП тимчасово відсторонила Геннадія Корбана від посади голови. Багато соратників Корбана назвали спонтанне рішення партії «підставою з боку Ігоря Коломойського» і сприйняли цю дію як зраду. Згодом шляхи Корбана і Коломойського розійшлися.
7 травня 2016 року, після того як Корбан виконав вимоги своїх політичних опонентів, суд скасував арешт і надав йому дозвіл на виїзд до Ізраїлю.
У вересні 2017-го ГПУ зняла всі звинувачення з Корбана через відсутність доказів по всім раніше пред'явленим епізодами. А також Головне управління Нацполіції в Дніпропетровській області своїм рішенням закрило кримінальне переслідування у справі про розкрадання коштів «Фонду оборони країни», не знайшовши доказів і встановивши факти, що реабілітують діяльність фонду. У своїй постанові Нацполіція встановила історичну значущість фонду в обороні держави Україна.

## Державні нагороди
- Орден «За мужність» III ст. (15 вересня 2014) — за мужність і самовідданість, активну громадянську позицію та високий професіоналізм, виявлені під час виконання службових обов'язків[54].
- Медаль «За сприяння Збройним Силам України» (19 травня 2014)[55]

## Особисте життя
Розлучений. Має чотирьох синів. 5 січня 2021 трагічно загинув 16-річний син Геннадія Корбана — Лев Корбан, впавши на багі до річки Мокра Сура біля села Новоолександрівка[відсутнє в джерелі].
Є членом Дніпропетровської єврейської громади. Геннадій Корбан є колекціонером художніх творів модернізму і сучасного мистецтва. Володіє колекцією живопису, частина якої віддана в тимчасове користування музеям світу і розміщена в їх експозиціях.